# Lack of Comprehension
Lack of comprehension es la quinta canción perteneciente al álbum de estudio Human  de la banda estadounidense de death metal Death. Fue editada bajo los sellos disqueros Relativity Records y Sony en el año 1991.

## Interpretación
La letra hace mención a las adicciones, la depresión, la angustia y la desesperación de las personas que se autodestruyen por sí solas. Esta canción fue la primera de la banda en contar con un videoclip que fue dirigido por David Bellino.

## Músicos
- Chuck Schuldiner: Voz y guitarra líder
- Steve DiGiorgio: Bajo
- Paul Masvidal: Guitarra rítmica
- Sean Reinert: Batería